# Hayes (Bromley)
Hayes – miasto Londynu, leżąca w gminie London Borough of Bromley. W 2001 miasto liczyło 13781 mieszkańców.